# Bexell
Bexell är en ursprungligen småländsk prästsläkt, vars namn är taget efter orten Bäckseda, med flera generationer av kända präster. Bland de nuvarande företrädarna för denna släkt märks professorn i etik vid och tidigare rektorn för Lunds universitet Göran Bexell och dennes kusiner teologie doktor Peter Bexell och professorn i kyrkohistoria vid Uppsala universitet Oloph Bexell, vilka alla tre är präster i Svenska kyrkan.
Den 31 december 2021 var 367 personer med efternamnet Bexell folkbokförda i Sverige.

## Personer med efternamnet Bexell

### Alfabetiskt ordnade
- Alfred Bexell (1831-1900), godsägare, politiker och fornsakssamlare
- Bertil Bexell (1896–1981), präst
- Carl Bexell (1897–1972), präst
- Carl Emanuel Bexell (1788-1873), kontraktsprost, nykterhetsivrare
- David Bexell (1861-1938), missionär, biskop
- Eva Bexell (född 1945) författare
- Gerhard Bexell (1901-1976), geolog och paleontolog, forskningsresande
- Göran Bexell (född 1943), teolog, universitetsrektor
- Göran Bexell (fotbollsspelare) (född 1966)
- Israël Cornelius Bexell (1785-1878), ritmästare och bibliotekarie
- Justus Gabriel Bexell (1784-1865), prost i Harplinge och Steninge
- Olle Bexell (1909-2003), läkare, friidrottare
- Oloph Bexell (född 1947), kyrkohistoriker, professor och präst
- Peter Bexell (född 1945), präst och teolog
- Sven Peter Bexell (1775-1864), officer och präst, författare, professors namn

### Släktträd (gren)
- Daniel Bexell (1731–1798), kyrkoherde i Villstad
- Daniel Bexell (1772–1851), komminister
  - Josef Bexell (1815–1897), kyrkoherde
    - David Bexell (1861–1938), biskop
      -         - Eva Bexell, (född 1945) författare
        - Peter Bexell, (född 1945), präst
        - Oloph Bexell (född 1947), professor
        - Göran Bexell, (född 1943) professor

  - Sven Peter Bexell (1775-1864), officer, präst och kulturhistorisk författare, professors namn
    -       - Olle Bexell, (1909-2003)

läkare, friidrottare 
- -     -       - Gerhard Bexell geolog, forskningsresande

  - Carl Emanuel Bexell (1788-1873), kontraktsprost, nykterhetsivrare
  - Justus Gabriel Bexell (1784-1865) prost
    - Alfred Bexell (1831-1900), godsägare, politiker och fornsakssamlare